# Mohammed Atef
Mohammed Atef Al-Masri (em árabe: عاطف المصرى, Atef Al-Masri) (nascido Sobhi Abu Setta, também conhecido como Abu Hafs al-Masri) foi o chefe militar da organização al-Qaeda, apesar de seu papel na organização não ser bem conhecido por agências de inteligência há anos. Ele foi morto em um ataque de um drone dos Estados Unidos em novembro de 2001.
Atef serviu dois anos na Força Aérea do Egito e tornou-se engenheiro agrícola. Ele também foi policial e membro do grupo egípcio Jihad Islâmica Egípcia antes de se mudar para o Afeganistão para repelir a invasão soviética, durante uma operação em Peshawar. Acredita-se que ele tenha convencido Abdullah Azzam a abandonar sua vida e dedicar-se à pregação da jihad. Atef foi enviado para um campo de treinamento no Afeganistão, onde conheceu Ayman al-Zawahiri, que mais tarde apresentou-o a Osama bin Laden.
Ele participou de duas reuniões de 11 a 20 agosto de 1988, junto com Bin Laden, al-Zawahiri, Mahmud Salim Mamdouh, Jamal al-Fadl, Hamza Wael Julaidan, Bayazid Loay Mohammed e outras oito pessoas para discutir a fundação da "al-Qaeda". Bin Laden depois enviou uma carta à Mohammed Loay Bayazid informando-lhe que Atef e Abu Ubaidah al-Banshiri iriam receber 6 500 riyais sauditas mensalmente, o mesmo que tinha sido dado por seu trabalho em Maktab al-Khidamat.